# تالاب سد نوروزلو
تالاب سد نوروزلو تالابی در شهرستان میاندوآب در استان آذربایجان غربی در ایران است که در نزدیکی سد نوروزلو قرار دارد. این تالای یک منطقهٔ حفاظت‌شده با مساحت ۸۲۶ هکتار است که در استان آذربایجان غربی در ایران قرار دارد. این منطقهٔ حفاظت‌شده طبق مصوبهٔ شمارهٔ ۷۷۵ در تاریخ ۹۹/۱۱/۰۶ در فهرست مناطق تحت حفاظت سازمان محیط زیست ایران قرار گرفت.
پوشش گیاهی این منطقه شامل درختان گز، نی‌زارها و گونه‌های جانوری آن عبارتند از از گراز وحشی، روباه، گرگ، خرگوش. این تالاب همه‌ساله پذیرای پرندگانی نظیر سنقور، اردک، کاکایی و چنگر بوده و عبور زرینه‌رود از میان این تالاب باعث شده پس از بررسی و تحقیقات لازم از سوی کارشناسان مربوطه این تالاب به منطقه حفاظت شده تبدیل شود. این تالاب پیشتر در مالکیت امور آب میاندوآب بود و از چهار سو با روستاهای مشیرآباد، میرزانظام، آیدیشه و گوگجلو همجوار است. در گذشته از سوی عده‌ای از روستاییان تعارضاتی به این تالاب شده و بخشی از درختان و نیزارهای آن تخریب شده است. در دی ماه سال ۱۴۰۱ حفاظت محیط زیست و دستگاه‌های متولی نزدیک ۱۶۰ هکتار از اراضی این منطقه از متصرفان بازپس گرفته شد.
این تالاب در ۸ کیلومتری مرکز شهرستان باروق و در کنار روستاهای ایدیشه، میرزانظام و نوروزلو از توابع شهرستان باروق و روستاهای مشیرآباد و گوگجلو قرار دارد.